# Schloss Riedenegg

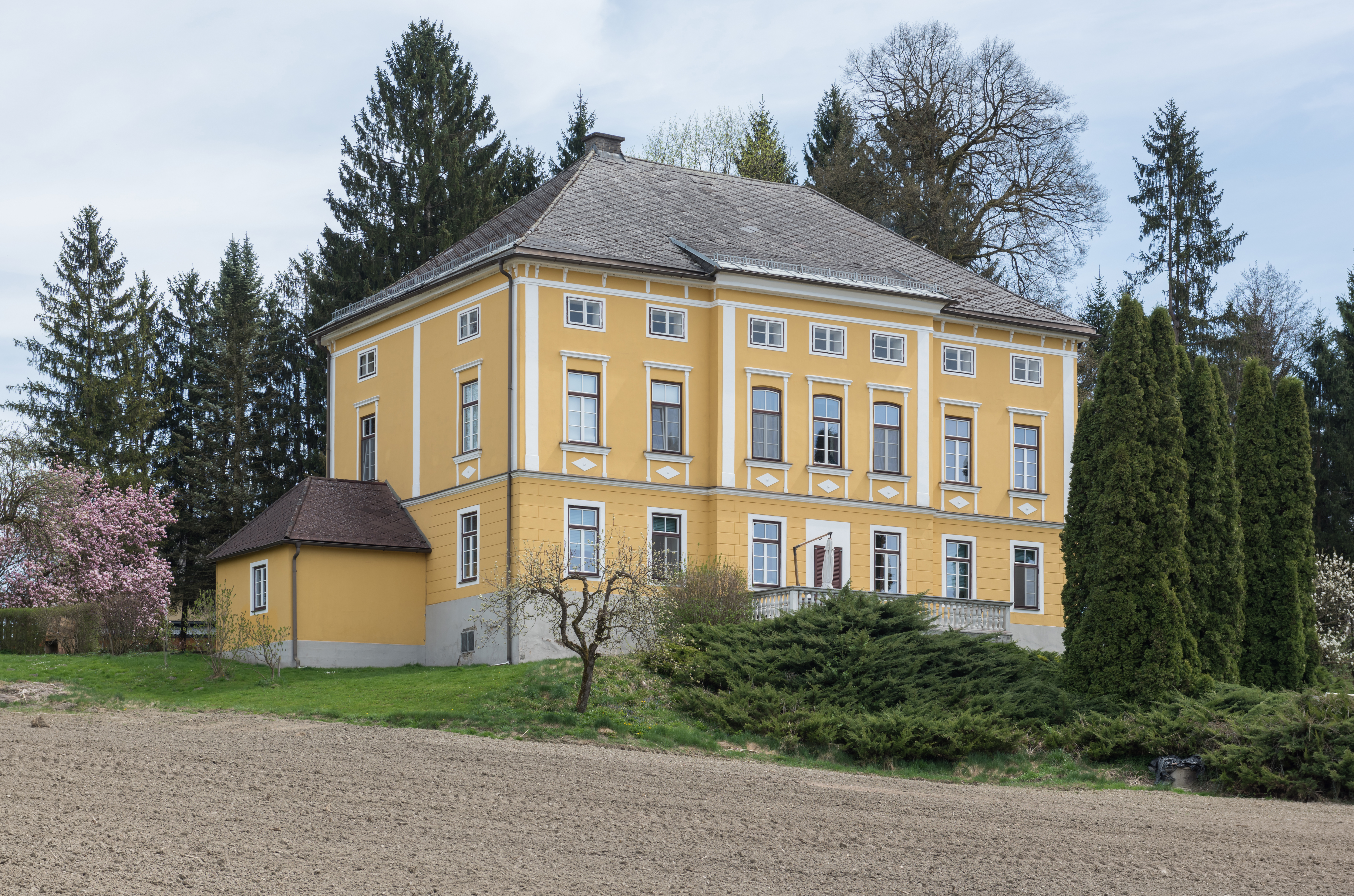
Schloss Riedenegg, Ansicht von Nordwesten (2015)

Das Schloss Riedenegg, auch Schloss Lind genannt, steht im Ortsteil Lind der österreichischen Gemeinde Grafenstein in Kärnten. Der schlossartige Herrensitz ging vermutlich aus einem alten Edligergut hervor. Das heutige Gebäude stammt wahrscheinlich aus dem 17. Jahrhundert, wurde aber in darauffolgenden Jahrhunderten zu seiner heutigen Gestalt verändert. Es steht seit 2012 unter Denkmalschutz. Da es privat bewohnt wird, ist es nicht zu besichtigen.

## Geschichte

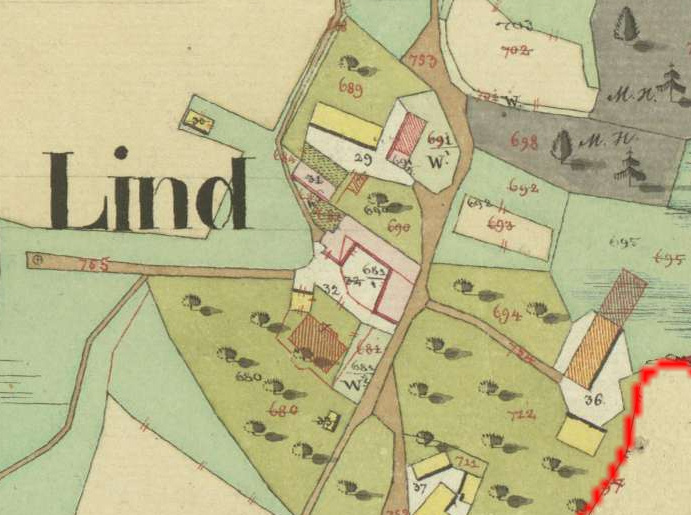
Das damalige Schloss Lind im Franziszeischen Kataster

Die Geschichte Riedeneggs reicht in das 12. Jahrhundert zurück. Im Jahr 1196 bestätigte Papst Coelestin III. dem Stift St. Paul dessen Besitzungen im predium Trahoven, Linde et iterum Linde, die das Kloster zwischen 1162 und 1181 mit Ortolf von Osterwitz gegen Huben in Drasendorf bei Sankt Veit getauscht hatte. Die beiden damaligen Güter in Lind werden 1289 und 1371 noch einmal in Urbaren erwähnt.
1399 waren die Herren von Metnitz im Besitz des Gutes, das zu jener Zeit vermutlich ein landesfürstliches Lehen war. Am 21. Januar 1433 belehnte Herzog Friedrich IV. von Tirol Oswald Mordax mit Lyndt. 1627 vergab Bartholomä von Dietrichstein Lind als Lehen an den Freiherrn von Hollenburg, Christof Perger. Dieser ließ den heutigen Bau als Edelsitz errichten. Er fand 1638 als Lind Erwähnung.
Ab 1842 gehörte das Anwesen Ignaz von Schludermann. Seine Familie ließ im 19. Jahrhundert die Fassaden des Gebäudes erneuern. Die Nachfahren Schludermanns blieben bis 1930 Eigentümer, bis der Besitz in jenem Jahr an Hans Stiegler überging. 1942 der Deutsche Umsiedlungs-Treuhand GmbH (DUT) übergeben, wurde Schloss Riedengg noch im selben Jahr an Maximilian Flora verkauft. Der Familie Flora gehört das Herrenhaus noch heute, und es ist Mittelpunkt eines landwirtschaftlich geführten Guts.

## Beschreibung

### Lage

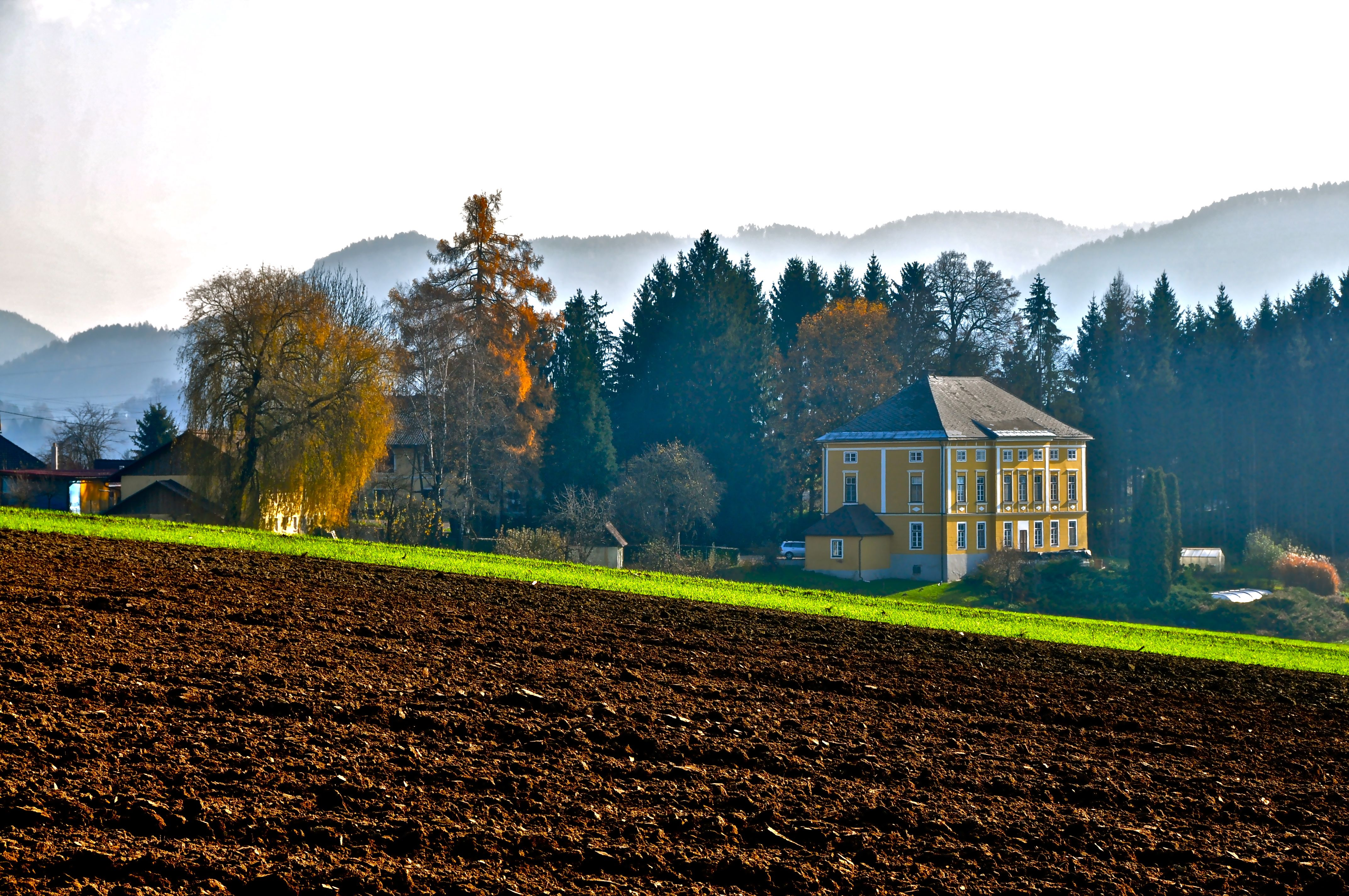
Schloss Riedenegg steht in Hanglage

Schloss Riedenegg steht auf etwa 424 Meter Höhe über dem Meeresspiegel an einem nach Süden abfallenden Hang. Etwa 860 Meter südöstlich seines Standorts mündet die Gurk in die Drau. Durch seine erhöhte Hanglage bietet sich vom Herrenhaus ein weiter Blick über die Drau bis zu den Karawanken.

### Architektur
Riedenegg ist ein rechteckiger Putzbau, dessen zwei Voll- und ein Attikageschoß sich über einem Sockelgeschoß erheben. Das flache Walmdach des Gebäudes ist mit Eternitschindeln gedeckt. Die Längsseiten des Hauses sind durch Fenster in sieben Achsen unterteilt, während die kürzeren Stirnseiten nur zwei Achsen besitzen. Die Eingangsseite im Norden weist einen dreiachsigen Mittelrisalit auf, der nur ein wenig aus der Front vorspringt. Im genuteten Erdgeschoß ist dem Risalit ein dreiachsiger Bau vorgesetzt, dessen Dach von zwei Pfeilern getragen und als Balkon gestaltet ist. Der in der Mittelachse der Nordfassade liegende Eingang ist einfach und schlicht gehalten. Die zum Tal gerichtete Schaufassade an der Südseite zeigt eine sehr ähnliche Gestaltung wie ihr nördliches Pendant. Dem dortigen Mittelrisalit ist im Erdgeschoß eine Terrasse mit Balusterbrüstung vorgesetzt.
Alle Fenster des Gebäudes sind von Faschen umgeben, deren weißer Anstrich sich von der sonst gelb gestrichenen Fassade abhebt. Im Obergeschoß finden sich unter den Sohlbänken Parapetfelder, deren reliefartige Gestaltung einfache geometrische Formen zeigt. Die Fenster dieses Geschoßes besitzen als oberen Abschluss gerade Verdachungen, die ebenfalls weiß gestrichen sind. Ober- und Attikageschoß sind durch weiße Lisenen vertikal zusammengefasst. Die kleinen querrechteckigen und ovalen Fenster des Attikageschoßes lassen vermuten, dass dieses früher als Lager gedient hat.
Zum Anwesen gehört ein landwirtschaftlicher Betrieb, dessen Gebäude nördlich des Herrenhauses liegen.